# Christina Rauscher
Christina Rauscher, geb. Christina Gerber (* um 1570 in Horb am Neckar (Grafschaft Hohenberg, Vorderösterreich); † 1618 in Innsbruck) war eine Frau, die als Hexe verfolgt  und später Regierungskommissarin gegen Justizvergehen wurde.

## Leben
Christina Rauscher war eine Tochter eines reichen Tuchhändlers und Brauers aus Horb, Martin Gerber, und seiner Frau Anna geb. Kurner. Sie heiratete den Horber Gastwirt Johann Rauscher, den Besitzer des Wirtshauses Zum Goldenen Schaf.
Ihr Vater war ein rücksichtsloser Geschäftsmann und hatte deswegen öfters Auseinandersetzungen mit dem Horber Rat. Er konnte diese jedoch erfolgreich für sich entscheiden, indem er sich bei der vorderösterreichischen Regierung in Innsbruck über den Rat beschwerte. Die Ratsverwandten betrachteten ihn deswegen als einen Verräter. Christina Rauscher unterstützte ihren Vater aktiv in diesem Konflikt und es ist ihr gelungen, ein Komplott des Rates gegen ihre Familie zu entdecken. Daraufhin wurden 1598 in Horb Gerüchte verbreitet, dass sie und ihre Mutter Hexen seien. Nachdem Christina Rauscher dem Schultheißen, der den Wünschen der Ratsverwandten völlig entsprach, Verleumdung vorgeworfen hatte, wurden sie und ihr Mann verhaftet. Mit der vorübergehenden Haft und den darauf folgenden Schikanen, die den Gastwirt wirtschaftlich unter Druck setzen sollten, wollte man sie einschüchtern. Sie beklagte sich jedoch bei der Regierung in Innsbruck. Nachdem diese mit einer Ermittlung gegen den Rat gedroht hatte, wurde Christina Rauscher – gerade schwanger – unter Verdacht, Hexe zu sein, in einer überfallartigen Aktion 1604 verhaftet. In der Haft wurde sie mehrmals so stark und so heftig gefoltert, dass der Henker sich zum Schluss weigerte, die Anweisungen der Ratsverwandten auszuführen. Wegen der Folter verlor sie ihr Kind. Obwohl ihr Mann vom Anfang an um ihre Freilassung kämpfte, wurde Christina erst nach fast einem Jahr aus der Haft entlassen, ohne dass sie sich ein Geständnis abpressen ließ.
Nach der Freilassung verklagte Christina den Rat wegen Rechtsmissbrauchs und wurde zu einer unermüdlichen Anklägerin des Unrechts, das ihr und anderen vermeintlichen Hexen angetan wurde. 

## Hexenverfolgung in Horb am Neckar
Allein in Horb wurden bis dahin etwa 40 „Hexen“ hingerichtet. 1607 erreichte Christina Rauscher, dass der Erzherzog Maximilian Ernst den gesamten Rat von Horb und den Schultheißen austauschen ließ. Ein neues Gesetz verbot, Hexendenunziationen öffentlich zu machen. 1609 wurde Christina Rauscher endlich in einer Audienz vom Erzherzog empfangen, der ihr einen offiziellen Auftrag gab, wegen Justizvergehen zu ermitteln. Sie ist also zu einer in der deutschen Geschichte der Hexenprozesse einmaligen „Regierungskommissarin in eigener Sache“ geworden. Durch ihre Tätigkeit brachen die Hexenprozesse in der Grafschaft Hohenberg weitgehend zusammen, während andere Teile Deutschlands in den 1620er Jahren von einer schweren Prozesswelle heimgesucht wurden.

## Würdigung
In Horb wurde nach ihr eine Straße benannt, die Christina-Rauscher-Straße. Es ist eine Seitenstraße des Südrings, die sich im neuen Wohngebiet auf der Höhe, nördlich der Altstadt befindet.